# Leopardul de Amur

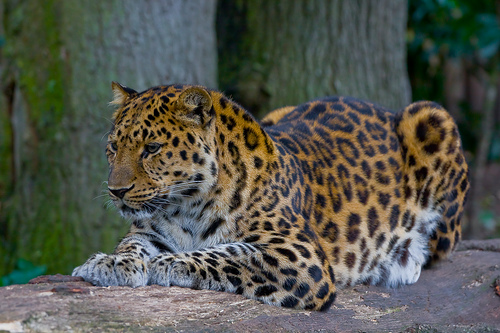
Leopard de Amur în captivitate

Leopardul de Amur sau pantera de China (Panthera pardus orientalis) este o subspecie de leopard, din genul Panthera, originară din ținutul Primorie, în regiunea fluviului Amur. Este clasată ca specie în pericol de extincție.

## Descriere
Este cunoscut pentru picioarele sale lungi și blana deasă care îi permite să supraviețuiască în anotimpul rece. Este un cățărator foarte bun care își pândește prada pe care o mănâncă singur. După ce se satură, își ascunde restul de pradă în copaci, pentru a o mânca mai târziu. Culoarea blănii sale se schimbă, având o nuanță mai deschisă iarna și fiind mai roșiatică pe timpul verii. Leopardul de Amur este una din cele mai rare subspecii de leoparzi, existând între 45-60 de exemplare în toată lumea, dintre care în jur de 20 în sălbăticie. Poate atinge viteza de 60 de km/h pe perioade scurte de timp și poate sări 6 metri în plan orizontal și 3 metri în plan vertical. Are în jur de 50 kg. Alimentație: se hrănește în special cu căprioare, porci sălbatici, căprioare sika și iepuri de câmp. Leopardul de Amur este o specie primejdioasă, care atacă oamenii, dar numai când se simte amenințat.